# 壯體拉蒙特鯰
壯體拉蒙特鯰，為輻鰭魚綱鯰形目甲鯰科的其中一種，為溫帶淡水魚，分布於南美洲厄瓜多爾Bobonaza河流域，體長可達24.2公分，棲息在高海拔溪流底層水域，生活習性不明。

## 扩展阅读
維基物種上的相關：壯體拉蒙特鯰